# Lucy Geisel
Lucy Markus Geisel GCorCP (Estrela, 24 de novembro de 1917 — Rio de Janeiro, 3 de março de 2000) foi a esposa de Ernesto Geisel, o 29.º presidente do Brasil, e exerceu o papel de primeira-dama do país de 1974 a 1979. Durante o governo de seu marido, Lucy teve uma presença discreta, mas ainda assim desempenhou funções tradicionais ligadas ao papel de primeira-dama, apoiando atividades sociais e caritativas.
Lucy Geisel foi conhecida por sua dedicação a causas de assistência social e pela seriedade com que encarou o papel de primeira-dama. No período em que Ernesto Geisel liderou o país, Lucy esteve à frente da Legião Brasileira de Assistência (LBA), instituição destinada a apoiar populações carentes, e participou de ações voltadas para o desenvolvimento social em um contexto de regime militar. Sua atuação discreta, mas comprometida, a consolidou como uma figura respeitada, que mantinha um perfil reservado, mas se dedicava ao serviço público e ao apoio das atividades do governo.

## Biografia
Lucy Markus nasceu em 24 de novembro de 1917, em Estrela, no Rio Grande do Sul, em uma família de ascendência alemã e forte tradição luterana. Era a filha mais velha de Augusto Frederico Markus, coronel do Exército Brasileiro, e Joana Beckmann Markus. Augusto Markus, além de sua carreira militar, foi prefeito de Estrela em três mandatos, consolidando a influência pública e política da família na região. Lucy teve três irmãos: Osmar Augusto Markus, Bruno Markus e Ruthi Markus.
Após se formar como professora primária em Cachoeira do Sul, Lucy começou a namorar Ernesto Geisel, seu primo-irmão, em 1939. Ernesto, então militar em ascensão, era filho de Lídia Beckmann, irmã de sua mãe, e, em um costume familiar, pediu que seu irmão Bernardo fizesse o pedido de casamento formal em seu nome. Lucy e Ernesto casaram-se em 10 de janeiro de 1940. O casal teve dois filhos: Orlando, nascido em novembro de 1940, que faleceu tragicamente aos 16 anos em um acidente ferroviário; e Amália Lucy, nascida em 1945, que seguiu carreira como antropóloga.

## Primeira-dama do Brasil
Lucy Geisel assumiu o papel de primeira-dama do Brasil em 15 de março de 1974, sucedendo Scylla Médici, esposa do então presidente Emílio Garrastazu Médici. Na época, Lucy tinha 56 anos e era conhecida por sua discrição. Durante o período em que ocupou o posto, Lucy evitou o destaque público, preferindo uma presença mais reservada e limitada a eventos oficiais específicos, onde era vista principalmente em recepções e visitas cerimoniais. Suas atividades incluíam a realização de encontros informais, como chás com as esposas de militares, além de um papel atencioso no acompanhamento da dieta do presidente Geisel.

Lucy com sua filha Amália Lucy e o presidente Geisel, na biblioteca do Palácio da Alvorada.

Em suas poucas viagens e eventos públicos, Lucy representava o Brasil de maneira discreta. Em fevereiro de 1975, acompanhou o presidente Geisel a Fortaleza, no Ceará, onde foi recebida com honras e visitou a Casa da tia Julia ao lado de Marieta Cals de Oliveira, então primeira-dama do estado. Em outubro do mesmo ano, participou de uma visita à Comunidade Evangélica Luterana de Curitiba, fortalecendo o vínculo cultural com suas raízes luteranas e reforçando a presença de comunidades germânicas e protestantes no Brasil.
Outro momento importante ocorreu em fevereiro de 1976, quando Lucy viajou a Goiânia e foi recebida por Lúcia Vânia, primeira-dama do estado de Goiás. Durante sua visita, conheceu a Casa do Artesanato, onde promoveu a importância das tradições culturais brasileiras e o trabalho das artesãs, valorizando o artesanato regional em uma época em que o país buscava exaltar a sua diversidade cultural.
Uma das ocasiões de maior visibilidade internacional foi a visita do presidente dos Estados Unidos, Jimmy Carter, e sua esposa Rosalynn Carter, ao Brasil, em março de 1978. A visita, de grande significado diplomático, ocorreu em um momento em que o governo Geisel buscava fortalecer as relações com os Estados Unidos, enquanto mantinha uma política de maior autonomia em relação à influência norte-americana na América Latina. Lucy desempenhou seu papel em eventos protocolares e de recepção, acompanhando Rosalynn Carter em compromissos oficiais e simbolizando o desejo de diálogo entre as duas nações, em um contexto onde a política externa brasileira ensaiava uma posição mais independente no cenário global.

### Viagens oficiais

#### Bolívia
Em 22 de maio de 1974, Lucy Geisel acompanhou o presidente Ernesto Geisel em uma viagem oficial à Bolívia, marcando uma das primeiras visitas diplomáticas do governo Geisel ao exterior. O casal presidencial brasileiro foi recebido pelo presidente boliviano Hugo Banzer e sua esposa, Yolanda Prada de Banzer, em uma cerimônia que destacou os laços diplomáticos entre os dois países sul-americanos. Esta visita ocorreu em um período em que o Brasil buscava fortalecer suas relações com os vizinhos da América do Sul, promovendo cooperação regional em uma época de governos militares na América Latina. Durante o encontro, foram discutidos temas de interesse mútuo, incluindo iniciativas de desenvolvimento econômico, questões de segurança e colaborações energéticas. A presença de Lucy Geisel contribuiu para reforçar o protocolo e a representação brasileira, refletindo a postura diplomática e moderada do governo brasileiro na região.

#### Paraguai

Fotografia oficial do casal Geisel na Presidência da República.

Entre os dias 3 e 5 de dezembro de 1975, o casal Geisel realizou uma visita oficial ao Paraguai, sendo recebidos pelo presidente Alfredo Stroessner e sua esposa, Ligia Stroessner. A visita fez parte de uma série de encontros diplomáticos promovidos pelo governo brasileiro, voltados a fortalecer as relações com os países vizinhos da América do Sul. Durante essa visita, os presidentes e suas delegações abordaram temas de interesse estratégico, incluindo cooperação em segurança e desenvolvimento econômico, além de projetos de infraestrutura, que foram considerados fundamentais para o desenvolvimento regional. A visita ao Paraguai também teve uma forte ênfase na integração e no apoio mútuo entre os governos, marcando um momento de reafirmação das relações bilaterais em meio ao contexto político da época.

#### França
Entre os dias 26 e 28 de abril de 1976, Lucy Geisel acompanhou o presidente Ernesto Geisel em uma viagem oficial à França, a convite do presidente Valéry Giscard d'Estaing. Essa visita teve como objetivo fortalecer as relações bilaterais entre Brasil e França, marcando um momento significativo na diplomacia dos dois países. Durante a estadia, a comitiva brasileira participou de diversas reuniões e eventos oficiais, onde foram discutidos temas como comércio, tecnologia e cooperação cultural. A visita também destacou a importância das relações entre as duas nações em um contexto global, especialmente considerando os desafios políticos e econômicos da época. A viagem à França foi um passo importante na busca por maior proximidade com os países europeus, destacando a relevância do Brasil no cenário internacional durante a presidência de Ernesto Geisel.

#### Reino Unido
Em maio de 1976, Lucy Geisel acompanhou o presidente Ernesto Geisel em uma visita oficial de quatro dias ao Reino Unido. Essa viagem foi marcada pela histórica recepção do casal presidencial brasileiro pela Rainha Elizabeth II e pelo Príncipe Phillip, Duque de Edimburgo. Este evento foi particularmente significativo, pois representou a primeira visita de um chefe de Estado brasileiro ao Reino Unido, ocorrendo após a visita da monarca ao Brasil em 1968. A visita teve como objetivo fortalecer as relações diplomáticas e comerciais entre os dois países, em um contexto onde o Brasil buscava expandir sua influência no cenário internacional. Durante a estadia, foram realizadas diversas reuniões e eventos oficiais, onde questões como comércio, investimentos e colaboração em áreas como ciência e cultura foram discutidas. Lucy Geisel, como primeira-dama, também participou de atividades sociais e culturais, reforçando a imagem do Brasil no exterior e promovendo o intercâmbio cultural entre as duas nações. A visita ao Reino Unido foi um marco nas relações Brasil-Reino Unido e destacou a importância da diplomacia cultural e política durante o governo de Geisel, refletindo um esforço contínuo para estabelecer o Brasil como um parceiro relevante nas relações internacionais.

#### Japão

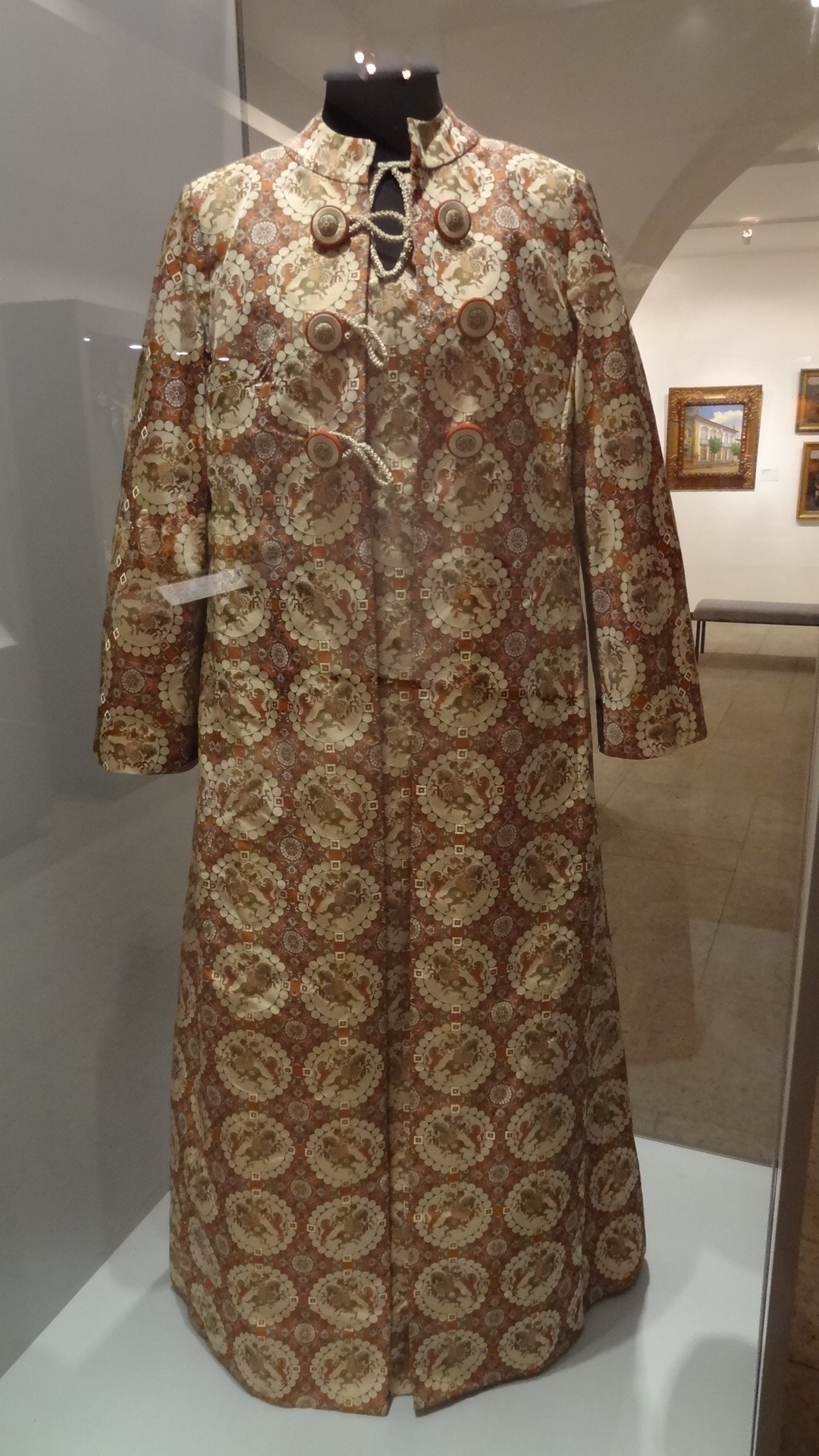
Vestido de Lucy Geisel.

Em setembro de 1976, Lucy Geisel e o presidente Ernesto Geisel realizaram uma visita oficial ao Japão, onde foram recebidos pelo Imperador Hirohito e pela Imperatriz Nagako. A visita teve como propósito fortalecer os laços diplomáticos e culturais entre o Brasil e o Japão, países que, na época, buscavam expandir suas relações bilaterais. Durante a estadia, o casal presidencial brasileiro foi hospedado no Palácio Akasaka, uma das residências oficiais da família imperial japonesa. Uma das ocasiões mais marcantes da visita foi o banquete oferecido em homenagem ao casal imperial e a autoridades japonesas, que simbolizou a amizade e cooperação entre os dois países. Como parte dos costumes de hospitalidade da cultura japonesa, Lucy Geisel recebeu presentes especiais dos Imperadores: um elegante porta-jóias de esmalte Shippo e um corte de seda feita com fios produzidos pelos bichos-de-seda de criação particular de Hirohito. Esses presentes refletiram a tradição de troca de dádivas entre líderes e também evidenciaram a apreciação e o respeito mútuo entre as nações.

#### México
Entre os dias 14 e 19 de janeiro de 1978, Lucy e Ernesto Geisel realizaram uma visita oficial ao México, onde foram recebidos pelo Presidente José López Portillo e pela primeira-dama Carmen Romano. Essa visita tinha como objetivo estreitar as relações diplomáticas e econômicas entre o Brasil e o México, dois países latino-americanos com laços históricos e culturais significativos. Durante a estadia, o casal presidencial brasileiro teve a oportunidade de explorar as ricas tradições e patrimônios culturais do México, incluindo uma visita às impressionantes ruínas de San Juan de Teotihuacan, que são vestígios da antiga civilização asteca. Este sítio arqueológico é conhecido por suas pirâmides monumentais, especialmente a Pirâmide do Sol e a Pirâmide da Lua, que atraem visitantes de todo o mundo em busca de compreender a história pré-colombiana da região. Como parte das festividades, os Geisel foram convidados a um jantar especial no Palácio de Belas Artes, onde tiveram a oportunidade de assistir ao Balé Folclórico do México. Essa apresentação foi uma celebração vibrante da cultura mexicana, com danças e músicas que refletem a diversidade e a riqueza das tradições populares do país.

#### Uruguai
Em 25 de janeiro de 1978, Lucy Geisel e seu marido, o então presidente do Brasil, Ernesto Geisel, realizaram uma viagem oficial ao Uruguai, acompanhados pela filha Amália Lucy. O casal foi recebido pelo presidente uruguaio Aparicio Méndez e pela primeira-dama Blanca Méndez, marcando uma importante ocasião diplomática entre os dois países sul-americanos. Durante a visita, Lucy e Amália foram recebidas na Residência Oficial Suarez y Reyes por Blanca Méndez. Essa recepção foi uma oportunidade para fortalecer os laços de amizade e cooperação entre as primeiras-damas, além de fomentar a troca cultural entre Brasil e Uruguai. À noite, as autoridades brasileiras participaram de uma recepção no Palácio Legislativo, onde puderam interagir com representantes do governo uruguaio e outras personalidades locais. No dia seguinte, 26 de janeiro, as primeiras-damas realizaram uma série de atividades na cidade de Montevidéu. Elas participaram de um almoço no Clube de Golfe, onde foram acompanhadas pelas esposas dos comandantes-em-chefe do Uruguai, promovendo um ambiente de camaradagem e amizade entre as famílias das lideranças políticas. Durante o passeio, também visitaram o Museu del Cabildo, onde puderam explorar a rica história e a cultura do Uruguai, destacando a importância do patrimônio histórico para a identidade nacional.

## Após a presidência do marido
Em 15 de março de 1979, Ernesto Geisel encerrou seu mandato presidencial, nomeando o general João Figueiredo como seu sucessor. Dulce Figueiredo, esposa de Figueiredo, tornou-se a nova primeira-dama do Brasil, sucedendo Lucy Geisel em um período marcado por transições políticas e sociais no país.
Após a presidência, o casal Geisel optou por dividir seu tempo entre o apartamento que mantinham no Edifício Debret, localizado no bairro Ipanema, no Rio de Janeiro, e uma propriedade campestre em Teresópolis, conhecida como Sítio dos Cinamomos. Este sítio havia sido adquirido antes de Geisel assumir a presidência e representava um espaço de tranquilidade e lazer para a família, longe das pressões políticas do Palácio do Planalto.
A propriedade em Teresópolis tinha grande significado para os Geisel, pois oferecia um refúgio em meio à natureza, permitindo-lhes desfrutar de momentos de descanso e convivência familiar. Após a morte de Ernesto Geisel, sua filha Amália tomou a decisão de vender o sítio, encerrando um capítulo importante na vida da família, que havia sido associado a memórias de férias e reuniões familiares ao longo dos anos.

### Centro Social Lucy Geisel
Em 10 de outubro de 1979, meses após a saída de Ernesto Geisel da presidência, Lucy Geisel participou, junto com seu marido e o então governador do Paraná, Ney Braga, da inauguração do Centro Social Urbano Dona Lucy Geisel, localizado em Arapongas, no norte do Paraná. Este centro foi idealizado pela prefeitura municipal e teve um custo de 13 milhões de cruzeiros.
A decisão do prefeito Antônio Grassano Júnior, do ARENA, de homenagear Lucy Geisel ao nomear o centro social com seu nome gerou controvérsia entre os políticos do MDB, que contestaram a legalidade da homenagem. O vereador Reinaldo Soares de Souza (MDB) apresentou um projeto de lei um dia antes do evento, argumentando que a placa de bronze com o nome da ex-primeira-dama foi instalada sem a autorização da Câmara Municipal. Ele também citou um decreto assinado por Geisel em setembro de 1977, que proibia que obras financiadas com verbas públicas recebesse o nome de pessoas vivas.
Apesar da polêmica, Ernesto Geisel fez um discurso durante a inauguração, elogiando a esposa e ressaltando que a homenagem era merecida devido ao seu trabalho em prol de pessoas carentes, que muitas vezes ocorria "sem publicidade". Essa declaração reflete o papel de Lucy Geisel durante e após o mandato de seu marido, onde, mesmo com um perfil discreto, ela se envolveu em iniciativas sociais que contribuíram para o bem-estar da comunidade.

## Viuvez
Lucy Geisel ficou viúva em setembro de 1996, aos setenta e oito anos, após a morte de seu marido, Ernesto Geisel, que faleceu de câncer em uma clínica particular na Gávea, onde estava internado por vinte e um dias devido a uma infecção pulmonar. A morte de Geisel foi um evento significativo na história política do Brasil, e sua esposa recebeu uma carta de condolências do então presidente Fernando Henrique Cardoso, que foi entregue pessoalmente por seu vice, Marco Maciel.
O velório de Ernesto Geisel ocorreu no Palácio das Laranjeiras, um espaço tradicional que recebeu diversas figuras políticas ao longo dos anos. Após as cerimônias de despedida, o corpo de Geisel foi sepultado no Cemitério São João Batista, localizado no Rio de Janeiro. A morte de Geisel e a subsequente ausência de Lucy na vida pública marcaram o fim de uma era política no Brasil, na qual o casal teve um papel proeminente e discreto, respectivamente. Lucy Geisel se afastou das atenções da mídia, vivendo os últimos anos de sua vida longe do cenário político, mas sempre lembrada por seu papel como primeira-dama durante um período conturbado da história do país.

## Morte
Lucy Geisel faleceu aos oitenta e dois anos de idade em um trágico acidente de carro, ocorrido por volta das 7h da manhã no cruzamento da Avenida Epitácio Pessoa com a Rua Aníbal de Mendonça, nas proximidades da Lagoa Rodrigo de Freitas. Na ocasião, ela estava acompanhada de sua filha Amália e do motorista do veículo, um Volkswagen Santana vermelho. O acidente foi provocado quando a lateral traseira do Santana foi atingida por um Fiat Fiorino azul, cujo motorista supostamente desrespeitou o sinal vermelho.
Ambos os motoristas sofreram ferimentos não fatais e foram levados ao Hospital Miguel Couto, enquanto Amália Geisel não foi ferida. Lucy, no entanto, necessitou de socorro imediato no local, mas não resistiu a uma parada cardiorrespiratória, sendo declarada morta às 8h20.
Após a necropsia realizada no Instituto Médico Legal (IML), o corpo da ex-primeira-dama foi sepultado no Cemitério São João Batista, ao lado do de seu marido, Ernesto Geisel, no dia 4 de março de 2000. Em 2003, os restos mortais de Lucy e Ernesto foram transferidos para o Cemitério Evangélico de Porto Alegre, onde também estão sepultados outros membros da família, marcando o fim de uma linhagem que teve um impacto significativo na história política do Brasil. A morte de Lucy Geisel foi amplamente lamentada, refletindo o respeito e a admiração que muitos tinham por sua figura discreta, mas influente, durante e após seu tempo como primeira-dama.

## Condecorações
| Insígma | País  | Honra                                                                                 | Data                    |
| ------- | ----- | ------------------------------------------------------------------------------------- | ----------------------- |
|         | Japão | Grande Cordão da Ordem da Coroa Preciosa, concedida pelo Imperador Hirohito do Japão. | 16 de setembro de 1976. |